# آزادراه ام۵۳

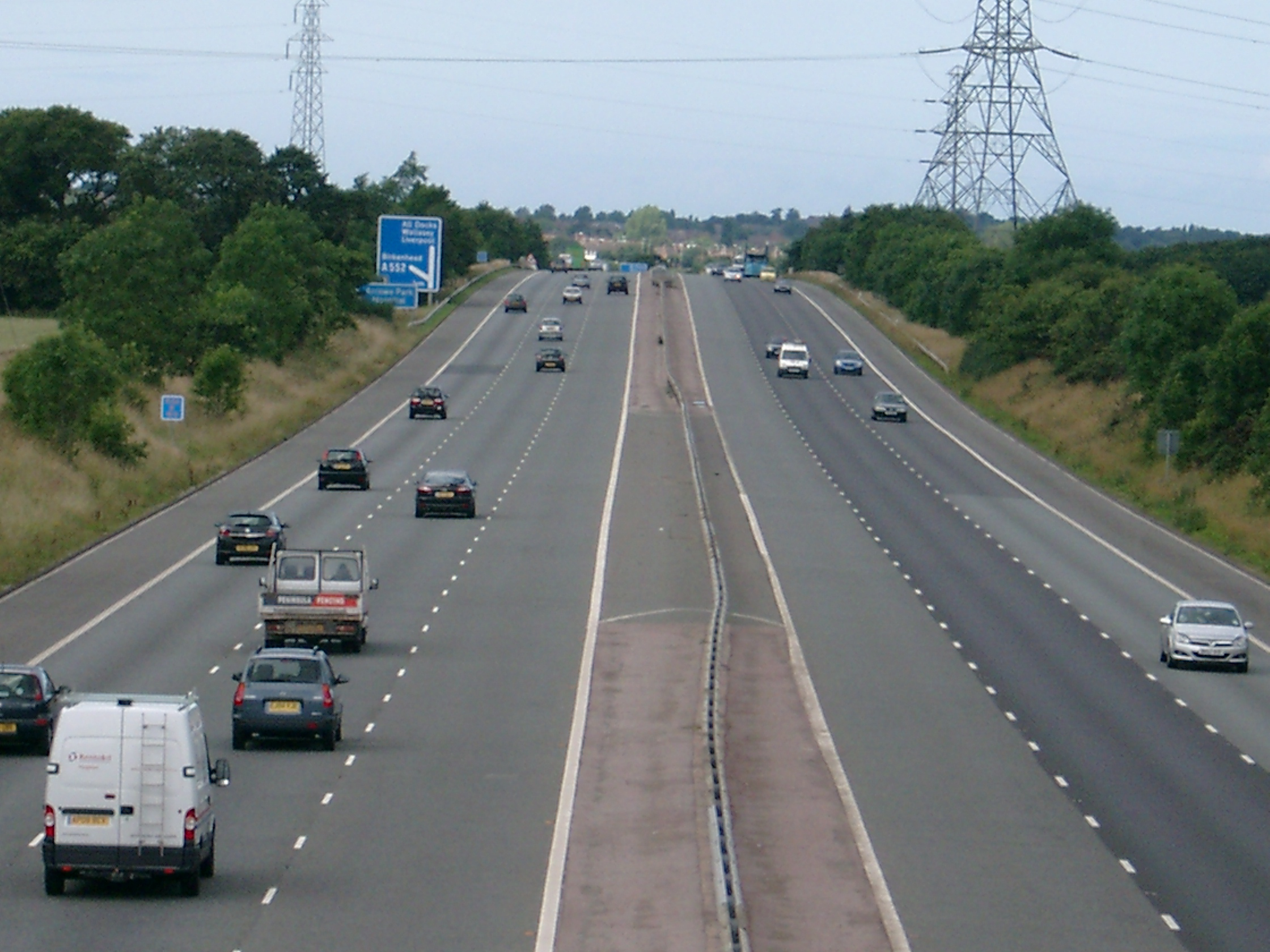
آزادراه ام۵۳

آزادراه‌ ام۵۳ (به انگلیسی: M53 motorway) یک آزادراه در کشور انگلستان است.
این آزادراه که از شهر والاسی شروع میشود، ۳۰.۴ کیلومتر (۱۸.۹ مایل) مسافت دارد و از شهرهای مهمی مانند لیورپول، برکن‌هد، الزمر پورت، برکن‌هد، ولز و والاسی عبور میکند.